# Frederick Cawley
Pour les articles homonymes, voir Cawley.
Frederick Cawley (9 octobre 1850-30 mars 1937) est un homme d'affaires britannique et un homme politique du Parti libéral. Riche marchand de coton, il représente Prestwich au Parlement entre 1895 et 1918 et est Chancelier du duché de Lancastre entre 1916 et 1918. Créé baronnet en 1906, il est anobli en tant que baron Cawley en 1918. 

## Biographie
Cawley est né à Priestlands, Bunbury, Cheshire, fils de Thomas Cawley (1806–1875) et d'Harriet Bird, fille de Samuel Bird, de Beeston Hall, Cheshire. Il fait ses études à l'école Aldersey de Bunbury et au Wesley College de Sheffield . 
Il investit dans l'industrie du coton du Lancashire, ce qui fait de lui un homme riche . Aux Élections générales britanniques de 1895 il est élu député de Prestwich  siège qu'il occupe jusqu'en 1918. En 1916, il est admis au Conseil privé et nommé Chancelier du duché de Lancastre dans la coalition en temps de guerre de David Lloyd George, poste qu'il occupe jusqu'en 1918. Il est également nommé à la Commission des Dardanelles . Il est créé baronnet, de Prestwich dans le comté palatin de Lancastre, en 1906, et est élevé à la pairie comme baron Cawley, de Prestwich dans le comté palatin de Lancastre, en 1918. Il est également juge de paix pour le Herefordshire. 

## Famille
Lord Cawley épouse Elizabeth Smith, fille de John Smith et Fanny Robson, en 1876. Ils ont quatre fils, dont les trois plus jeunes, Harold Cawley, John et Oswald Cawley, sont tués pendant la Première Guerre mondiale, et une fille, Hilda Cawley . En mémoire de ses trois fils décédés, Cawley dote en 1919 un service à l'hôpital Ancoats de Manchester de 10 000 £ .

En 1901, Cawley achète le domaine de Berrington Hall près de Leominster dans le Herefordshire, qui est auparavant entre les mains de la famille Rodney . C'est le siège de la famille jusqu'en 1957, date à laquelle il est remis au gouvernement pour payer les droits de succession, et il est désormais confié au National Trust . Lady Cawley est décédée en mars 1930. Lord Cawley est décédé à Berrington Hall en mars 1937, à l'âge de 86 ans, et est remplacé par son fils aîné et unique survivant, Robert . 

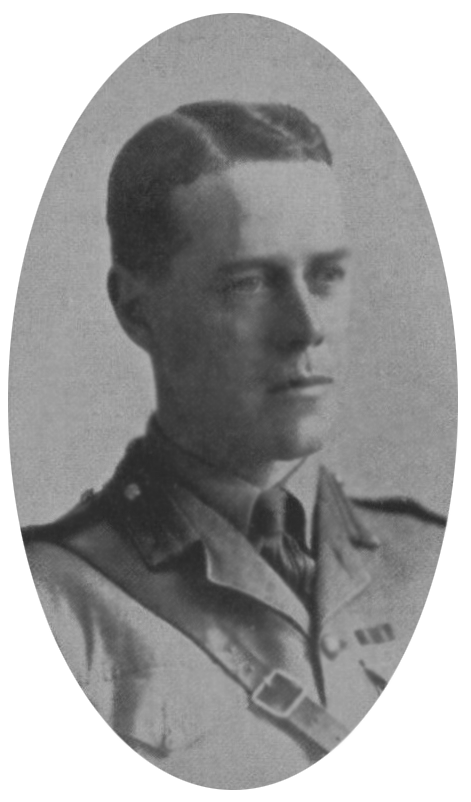
John Cawley (tué le 1er septembre 1914)
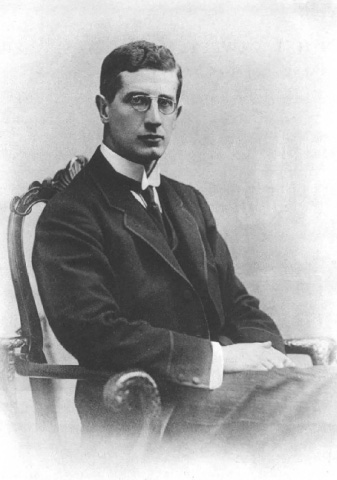
Harold Cawley (tué le 23 septembre 1915)
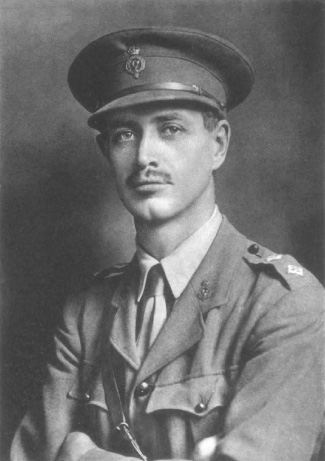
Oswald Cawley (tué le 22 août 1918)

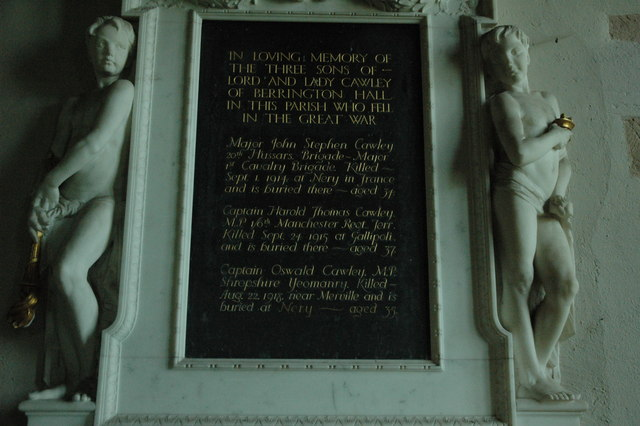
Mémorial aux frères Cawley à St Peter et St Paul, Eye, Herefordshire